# Алфьорова Зоя Іванівна
Алфьорова Зоя Іванівна (нар. 25 лютого 1959, Харків) ― українська кінознавиця, мистецтвознавиця, викладачка. Кандидат історичних наук (1989), доктор мистецтвознавства (2008), професор (2013). Голова Харківського відділення Національної спілки кінематографістів України (2001), голова Харківського відділення Асоціації діячів кіноосвіти України (нині ― Асоціації діячів кіноосвіти і медіа-педагогіки України) (1990).

## Біографія
Зоя Іванівна Алфьорова народилася 25 лютого 1959 року у Харкові. У 1980 році закінчила Харківський державний інститут культури, відділення культурно-освітньої роботи. Почала працювати у ХДІК з 1986 року. Захистила кандидатську дисертацію «Ультраправі організації Великобританії між двома світовими війнами» (науковий керівник ― доктор історичних наук В. А. Горбик) у Харківському державному університеті 1989 року. Продовжила навчання в докторантурі Харківської державної академії культури. У 2008 році захистила докторську дисертацію «Візуальне мистецтво кінця XX — початку XXІ століття» (науковий консультант ― професор М. В. Дяченко). Протягом 2008—2014 років працювала на посаді завідувачки кафедри телебачення Харківської державної академії культури. З 2008 по 2020 роки обіймала посаду декана факультету аудіовізуального мистецтва ХДАК. Від 2020 року ― професорка кафедри аудіовізуального мистецтва Харківської державної академії дизайну і мистецтв. За сумісництвом ― професорка кафедри теорії культури та філософії науки Харківського національного університету імені В. Н. Каразіна.
Сфера наукових інтересів стосується проблем аудіовізуального мистецтва, візуального мистецтва, аудіовізуальної освіти, мистецтвознавства та медіакритики.
Науковиця виступала модератором та учасником майстер-класів, навчальних семінарів, тренінгів з проблем розвитку аудіовізуального мистецтва на сучасному етапі в Харкові, Києві, Дніпрі). Співпрацювала з міжнародною Асоціацією медіаосвіти, Академією української преси, Національною Радою з питань телебачення та радіомовлення, Департаментом науки та освіти Харківської обласної державної адміністрації та іншими.
Була заступником голови спеціалізованої вченої ради Д 64.807.01 Харківської державної академії культури, членом спеціалізованої вченої ради К 64.109.01 Харківської державної академії дизайну і мистецтв. Виконувала обов'язки голови та члена кількох експертно-акредитаційних комісій Міністерства освіти і науки України. Секретар галузевої підкомісії Науково-методичної комісії МОН з підготовки Держстандарту вищої освіти (2016—2019).
Зоя Іванівна Алфьорова була головою та входила до складу журі Міжнародного кінофестивалю «Харківський бузок», міжнародного фестивалю «Kharkiv MeetDocs Eastern Ukrainian Film Festival», конкурсу відео- та фоторобіт про волонтерський рух «Філософія серця» (Харків), Всеукраїнського фестивалю екранних мистецтв «Дніпро-сінема» ім. Данила Сахненка (Дніпро), членом оргкомітету Відкритого міжнародного фестивалю-конкурсу екранного, фото-, та медіамистецтва «GOLDEN FRAME», міжнародного дитячого телевізійного фестивалю під егідою Харківської обласної ради «Дитятко» та інші.
Мисткиня нагороджена Почесною грамотою Президії Національної академії мистецтв України, Почесними грамотами Харківської державної адміністрації та Харківської обласної ради, Почесною грамотою Міністерства освіти і науки України за затвердження Стандартів вищої освіти зі спеціальності 021 «Аудіовізуальне мистецтво та виробництво».

## Критика публікацій
- Підручник З. Алфьорової (у співавторстві з Г. Старковою) «Історія кінематографа і телебачення» зазнав жорсткої критики в науковому виданні "Evropský filozofický a historický diskurz" ("European philosophical and histirical discourse"), а також у збірці Національної академії мистецтв України "Митець. Мистецтво. Споживач. Зміна диспозиції" з боку мистецтвознавця Володимира Миславського, через те, що цей підручник містить багато помилок. Тому його було рекомендовано вилучити зі списку рекомендованої літератури в навчальних програмах для студентів мистецьких вишів[11] [12]. Як довів В. Миславський, помилки цього підручника є системні і допускалися в попередніх публікаціях З. Алфьорової [13]. Також в публікації Одеського відділення Національної спілки кінематографістів України були відмічені грубі помилки З. Алфьорової в її підручнику «Історія кінематографа і телебачення»[14].

## Основні публікації
- Алфьорова З. І. Історія кіно та телебачення. Програма та навч.-метод. матеріали. —Харків: ХДАК, 1998.
- Історія кіно та телебачення: навч.-метод. матеріали з курсу / Харків. держ. акад. культури, Каф. історії та теорії культури ; [уклад. З. І. Алфьорова]. — Харків: ХДАК, 1999. — 98 с.
- Культура сіл Харківщини: конкретне соціокультурне дослідження / М-во культури і мистецтв України, Харків. обл. центр нар. творчості ; [авт.: А. І. Жогленко, З. І. Алфьорова, Ю. М. Нагорний та ін.]. — Харків, 2002. — 177 с. — (Муравський шлях — 2002).
- Історія художньої культури: навч.-метод. матеріали до курсу / Харків. держ. акад. культури, Каф. історії і теорії культури ; [уклад. З. І. Алфьорова]. — Харків: ХДАК, 2004. — 58 с.
- Алфьорова З. І. Історія кінематографа і телебачення: навч. посіб. Ч. 1 / З. І. Алфьорова ; М-во культури і туризму України, Харків. держ. акад. культури. — Харків: ХДАК, 2007. — 87 с.
- Алфьорова З. І. Межі видимого. Становлення візуального мистецтва: монографія / З. І. Алфьорова ; М-во культури і туризму України, Харків. держ. акад. культури. — Харків: ХДАК, 2008. — 267 с.

- Термінологічні ігри щодо візуальних мистецтв / З. Алфьорова // Мистецтвознавство України: зб. наук. пр. / Акад. мистецтв України, Ін-т проблем сучас. мистецтва. — Київ, 2009. — Вип. 10. — C. 166—170.
- Основні стратегії я-актуалізації митців візуального мистецтва в Україні (остання третина XX — початок XXI ст.) / З. І. Алфьорова // Вісн. Харків. держ. акад. дизайну і мистецтв. [Сер.] Мистецтвознавство: [зб. наук. пр.] / М-во освіти і науки України, Харків. держ. акад. дизайну і мистецтв. — Харків, 2010. — № 7. — C. 74–78.
- Телевізійне дійство: типологія, жанрова і тематична класифікація / З. І. Алфьорова // Культура України: зб. наук. пр. / М-во культури України, Харків. держ. акад. культури. — Харків, 2011. — Вип. 33. — C. 206—213.
- Сучасна культурологія: навч. посіб. / [авт. кол.: К. В. Кислюк, В. А. Суковата, З. І. Алфьорова, О. В. Титар, Г. П. Ковальова] ; за заг. ред. К. В. Кислюка. — Київ: Кондор, 2016. — С. 116—152.
- Алфьорова З. І. Історія кінематографа і телебачення: підручник / З. Алфьорова, Г. Старкова ; Харків. держ. акад. культури. — Харків: ХДАК, 2016. — 270 с.
- The Potential of Modern Science. Vol. 1 : collect. monogr. / А. Korniev, S. Rybalko, Т. Pavlova [et al.] ; ed. Board Z. I. Alfiorova [et al.]. — London: SCIEMCEE, 2019. — 198 с.
- Алфьорова З. І. Педагог, колега, науковець / З. І. Алфьорова // Збірка статей з питань культурології, літературознавства і мистецтвознавства / [за заг. ред. Т. Д. Булах]: професору, доктору мистецтвознавства Зборовець Іполит Васильович з нагоди 80-річчя від дня народження і 50-річчя наукової та педагогічної діяльності. — Харків: Лідер, 2022. — С. 53–55.